# Пра да Бонт (Бреша)
Пра да Бонт је насеље у Италији у округу Бреша, региону Ломбардија.
Према процени из 2011. у насељу је живело 3 становника. Насеље се налази на надморској висини од 624 м.